# Jenisej
Jenisej (ryska: Енисе́й) är en flod i Sibirien i Ryssland. Den rinner upp i Mongoliet, rinner norrut på Västsibiriska slätten och mynnar i Jenisejviken vid Karahavet, Norra ishavet. Floden är 3 490 kilometer lång, inräknar man tillflödet Angara och dess tillflöde Selenga blir längden istället 5 200 kilometer. Det flodsystemet räknas som det femte största i världen. Övriga bifloder är Steniga Tunguska och Nedre Tunguska. Medelvattenföringen vid mynningen är 18 800 m³/s, där det högsta uppmätta värdet är 150 000 m³/s. Floden har ett avrinningsområde på 2,6 miljoner km².
Under 5 till 7 månader om året är Jenisej isfri och segelbar för oceangående fartyg till Igarka (600 km) samt med flodångare till den uppströms belägna industristaden Krasnojarsk. Flera stora vattenkraftverk är byggda längs floden.

## Namn
Namnet "Jenisej" kommer från det evenkiska språket och betyder "stor flod".

## Sevärdheter
Invånarna i den ryska staden Kyzyl anser att deras stad är "Asiens mitt" och därför har man placerat en obelisk vid floden för att bekräfta detta.

## Bilder

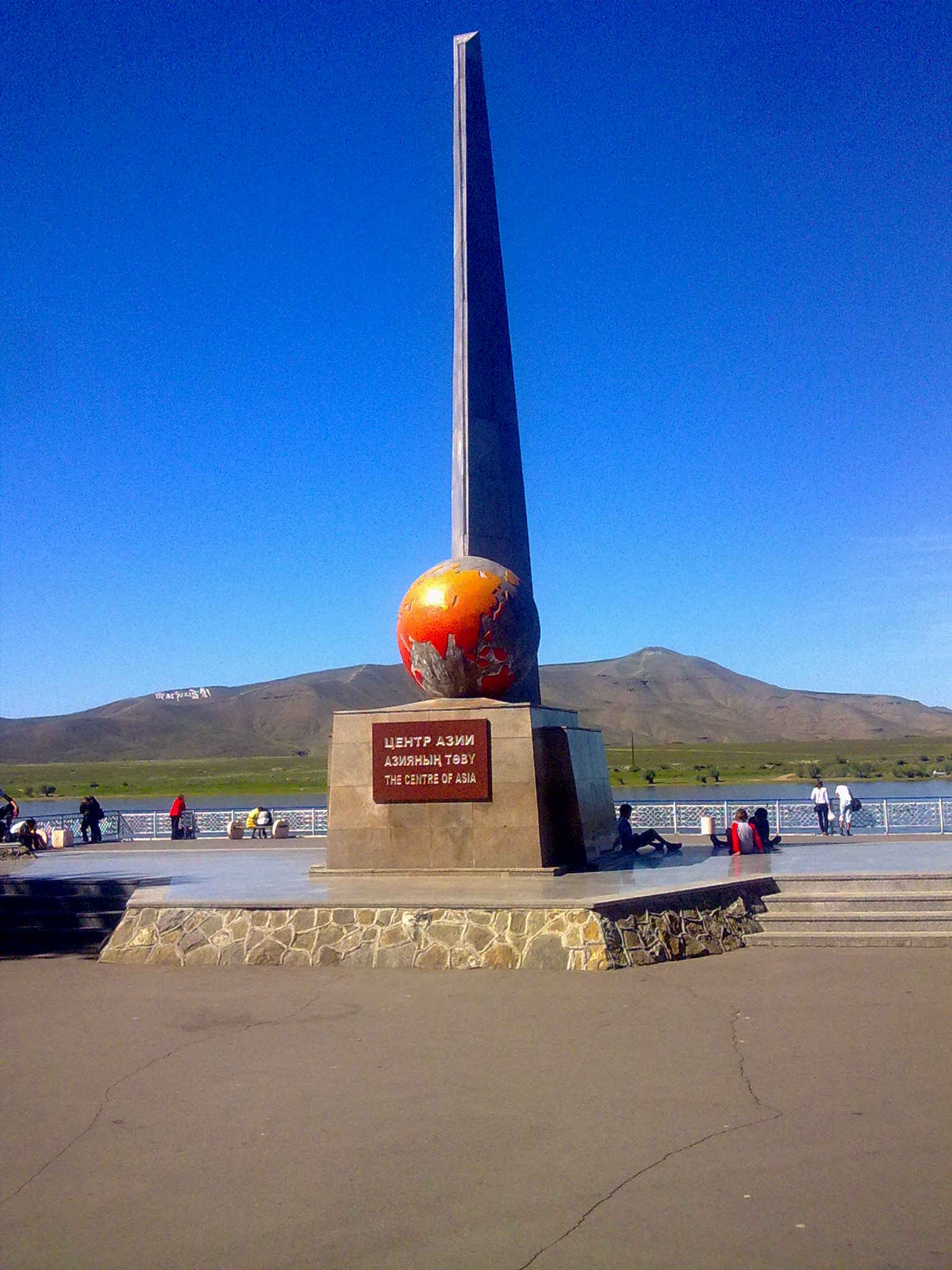
Monumentet över "Asiens mitt" i Kyzyl.
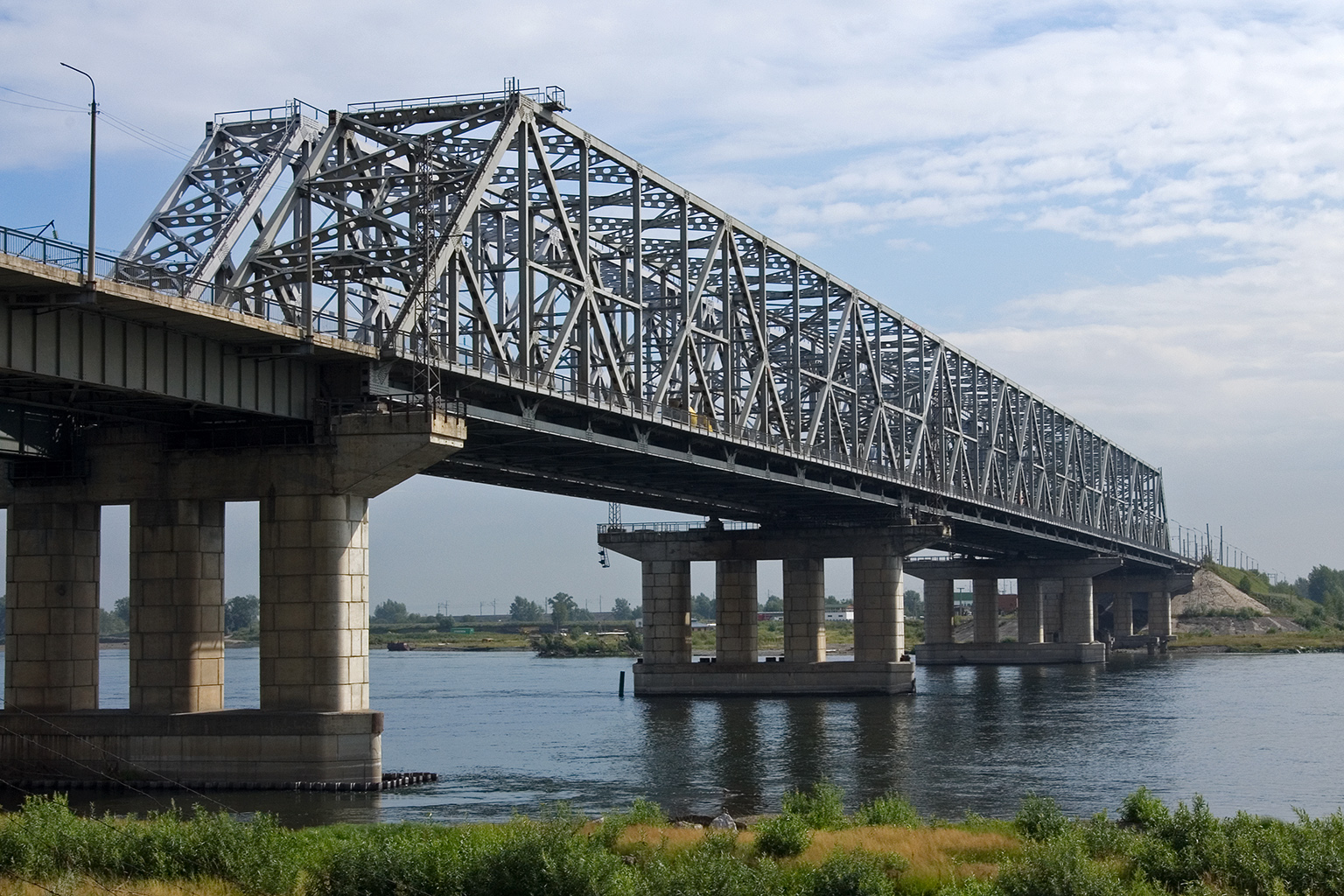
En bro över Jenisej vid Krasnojarsk.
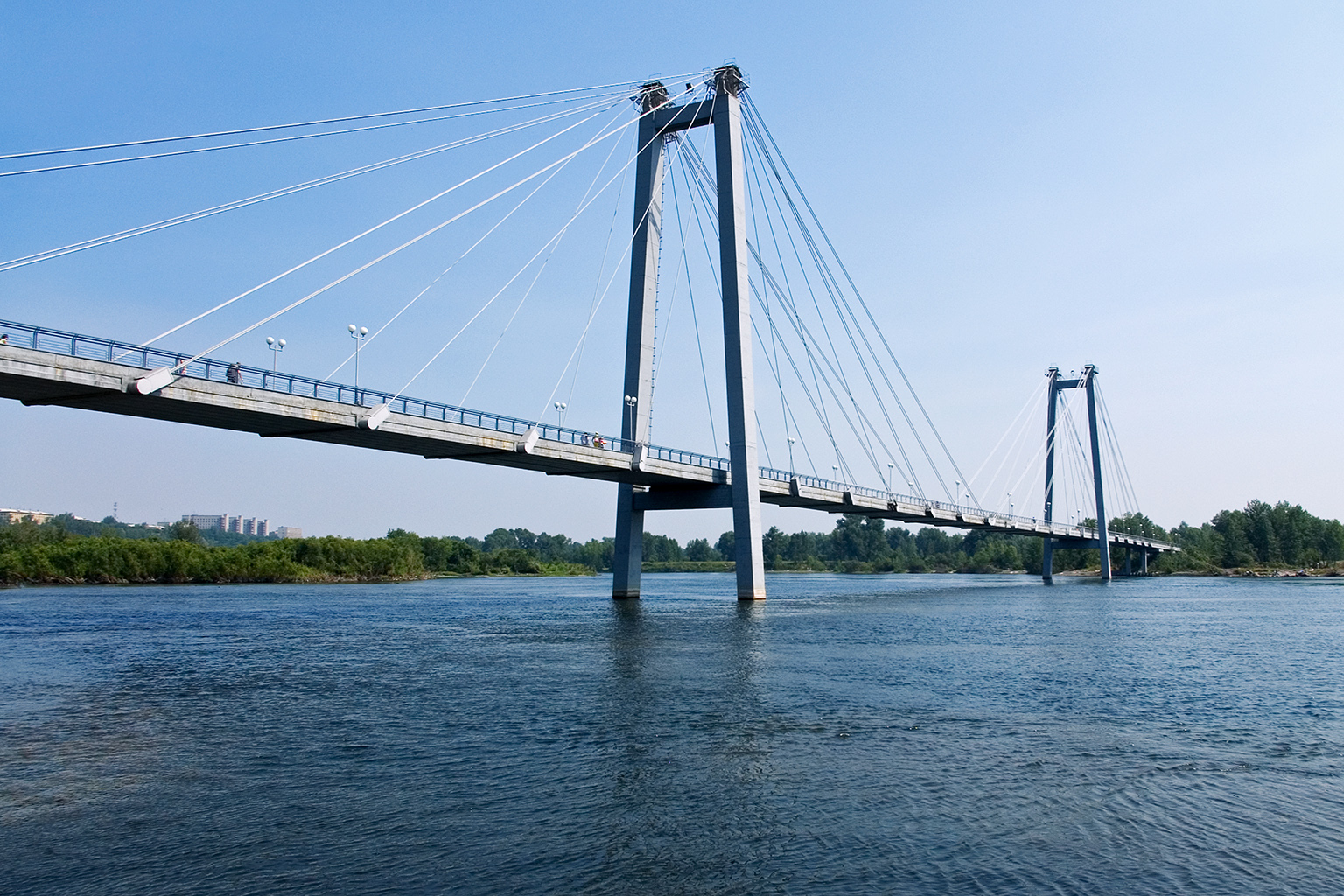
Vinogradsky most, vid Krasnojarsk.